# إيما إيكشتاين
إيما إيكشتاين (بالألمانية: Emma Eckstein)‏ هي محللة نفسانية نمساوية، ولدت في 28 يناير 1865 في Gaudenzdorf ‏ في النمسا، وتوفيت في 30 يوليو 1924 في فيينا في النمسا بسبب نزف مخي.